# 蓋天佑
蓋天佑（?—?），山西省平陽府浮山縣人，清朝政治人物、同進士出身。
光緒九年（1883年），参加癸未科殿試，登進士三甲167名。同年五月，著交吏部掣签分发各省，以知县即用。